# Струмок Рачка
Струмок Рачка — річка  в Україні, у  Немирівському районі Вінницької області, права притока Пилипчихи  (басейн Південного  Бугу).

## Опис
Довжина річки 14 км. Формується з багатьох безіменних струмків та водойм.  Площа басейну 34,1 км².

## Розташування
Бере  початок на північному заході від села Рубань. Тече переважно на південний схід через Коровайну й Сорокотяжинці і впадає у річку Пилипчиху, ліву притоку Усті.
Річку перетинає автомобільна дорога Т 0221